# Aleksàndrovka (Saràtov)
|  | Per a altres significats, vegeu «Aleksàndrovka». |

Aleksàndrovka (en rus: Александровка) és un poble de l'óblast de Saràtov, a Rússia, segons el cens del 2019 tenia 1.914 habitants. Pertany al districte municipal de Saràtov.